# Tour du Poitou-Charentes 2017
Il Tour du Poitou-Charentes 2017, trentunesima edizione della corsa, si svolse dal 22 al 25 agosto 2017 su un percorso di 658 km ripartiti in 5 tappe, con partenza da Bressuire e arrivo a Poitiers. Fu vinto dal danese Mads Pedersen della Trek-Segafredo davanti allo spagnolo Jonathan Castroviejo e al lussemburghese Jempy Drucker.

## Tappe
| Tappa  | Data      | Percorso                                          | km    | Vincitore di tappa | Leader cl. generale |
| ------ | --------- | ------------------------------------------------- | ----- | ------------------ | ------------------- |
| 1ª     | 22 agosto | Bressuire > Saintes                               | 199,5 | Elia Viviani       | Elia Viviani        |
| 2ª     | 23 agosto | Saint-Savinien > Roumazières-Loubert              | 185,7 | Nacer Bouhanni     | Nacer Bouhanni      |
| 3ª     | 24 agosto | Vouillé > Neuville-de-Poitou                      | 94,7  | Elia Viviani       | Elia Viviani        |
| 4ª     | 24 agosto | Mirebeau > Neuville-de-Poitou (cron. individuale) | 20,6  | Mads Pedersen      | Mads Pedersen       |
| 5ª     | 25 agosto | Roumazières-Loubert > Poitiers                    | 157,8 | Marc Sarreau       | Mads Pedersen       |
| Totale | Totale    | Totale                                            | 658   |                    |                     |

## Dettagli delle tappe

### 1ª tappa
- 22 agosto: Bressuire > Saintes – 199,5 km

| Pos. | Corridore         | Squadra | Tempo    |
| ---- | ----------------- | ------- | -------- |
| 1    | Elia Viviani      | Sky     | 4h47'29" |
| 2    | Nacer Bouhanni    | Cofidis | s.t.     |
| 3    | Danilo Napolitano | Wanty   | s.t.     |

| Pos. | Corridore         | Squadra | Tempo    |
| ---- | ----------------- | ------- | -------- |
| 1    | Elia Viviani      | Sky     | 4h47'19" |
| 2    | Nacer Bouhanni    | Cofidis | a 4"     |
| 3    | Danilo Napolitano | Wanty   | a 6"     |

### 2ª tappa
- 23 agosto: Saint-Savinien > Roumazières-Loubert – 185,7 km

| Pos. | Corridore      | Squadra | Tempo    |
| ---- | -------------- | ------- | -------- |
| 1    | Nacer Bouhanni | Cofidis | 4h18'44" |
| 2    | Elia Viviani   | Sky     | s.t.     |
| 3    | Damien Touzé   | HP BTP  | s.t.     |

| Pos. | Corridore      | Squadra | Tempo    |
| ---- | -------------- | ------- | -------- |
| 1    | Nacer Bouhanni | Cofidis | 9h05'57" |
| 2    | Elia Viviani   | Sky     | s.t.     |
| 3    | Mads Pedersen  | Trek    | a 7"     |

### 3ª tappa
- 24 agosto: Vouillé > Neuville-de-Poitou – 94,7 km

| Pos. | Corridore      | Squadra | Tempo    |
| ---- | -------------- | ------- | -------- |
| 1    | Elia Viviani   | Sky     | 2h08'32" |
| 2    | Nacer Bouhanni | Cofidis | s.t.     |
| 3    | Jempy Drucker  | BMC     | s.t.     |

| Pos. | Corridore      | Squadra | Tempo     |
| ---- | -------------- | ------- | --------- |
| 1    | Elia Viviani   | Sky     | 11h14'23" |
| 2    | Nacer Bouhanni | Cofidis | a 2"      |
| 3    | Mads Pedersen  | Trek    | a 13"     |

### 4ª tappa
- 24 agosto: Mirebeau > Neuville-de-Poitou (cron. individuale) – 20,6 km

| Pos. | Corridore            | Squadra  | Tempo  |
| ---- | -------------------- | -------- | ------ |
| 1    | Mads Pedersen        | Trek     | 23'25" |
| 2    | Jonathan Castroviejo | Movistar | a 26"  |
| 3    | Martin Elmiger       | BMC      | a 34"  |

| Pos. | Corridore            | Squadra  | Tempo     |
| ---- | -------------------- | -------- | --------- |
| 1    | Mads Pedersen        | Trek     | 11h38'01" |
| 2    | Jonathan Castroviejo | Movistar | a 35"     |
| 3    | Jempy Drucker        | BMC      | a 42"     |

### 5ª tappa
- 25 agosto: Roumazières-Loubert > Poitiers – 157,8 km

| Pos. | Corridore        | Squadra | Tempo    |
| ---- | ---------------- | ------- | -------- |
| 1    | Marc Sarreau     | FDJ     | 3h34'05" |
| 2    | Elia Viviani     | Sky     | s.t.     |
| 3    | Andrea Pasqualon | Wanty   | s.t.     |

| Pos. | Corridore            | Squadra  | Tempo     |
| ---- | -------------------- | -------- | --------- |
| 1    | Mads Pedersen        | Trek     | 15h12'06" |
| 2    | Jonathan Castroviejo | Movistar | a 35"     |
| 3    | Jempy Drucker        | BMC      | a 42"     |

## Classifiche finali

### Classifica generale
| Pos. | Corridore            | Squadra          | Tempo     |
| ---- | -------------------- | ---------------- | --------- |
| 1    | Mads Pedersen        | Trek-Segafredo   | 15h12'06" |
| 2    | Jonathan Castroviejo | Movistar Team    | a 35"     |
| 3    | Jempy Drucker        | BMC Racing Team  | a 42"     |
| 4    | Benjamin Thomas      | Armée de terre   | a 48"     |
| 5    | Elia Viviani         | Team Sky         | a 59"     |
| 6    | Bruno Armirail       | FDJ              | s.t.      |
| 7    | Owain Doull          | Team Sky         | a 1'07"   |
| 8    | Gediminas Bagdonas   | Ag2r-La Mondiale | a 1'17"   |
| 9    | Damien Gaudin        | Armée de terre   | a 1'22"   |
| 10   | Lilian Calmejane     | Direct Énergie   | a 1'32"   |